# Порівняльне релігієзнавство

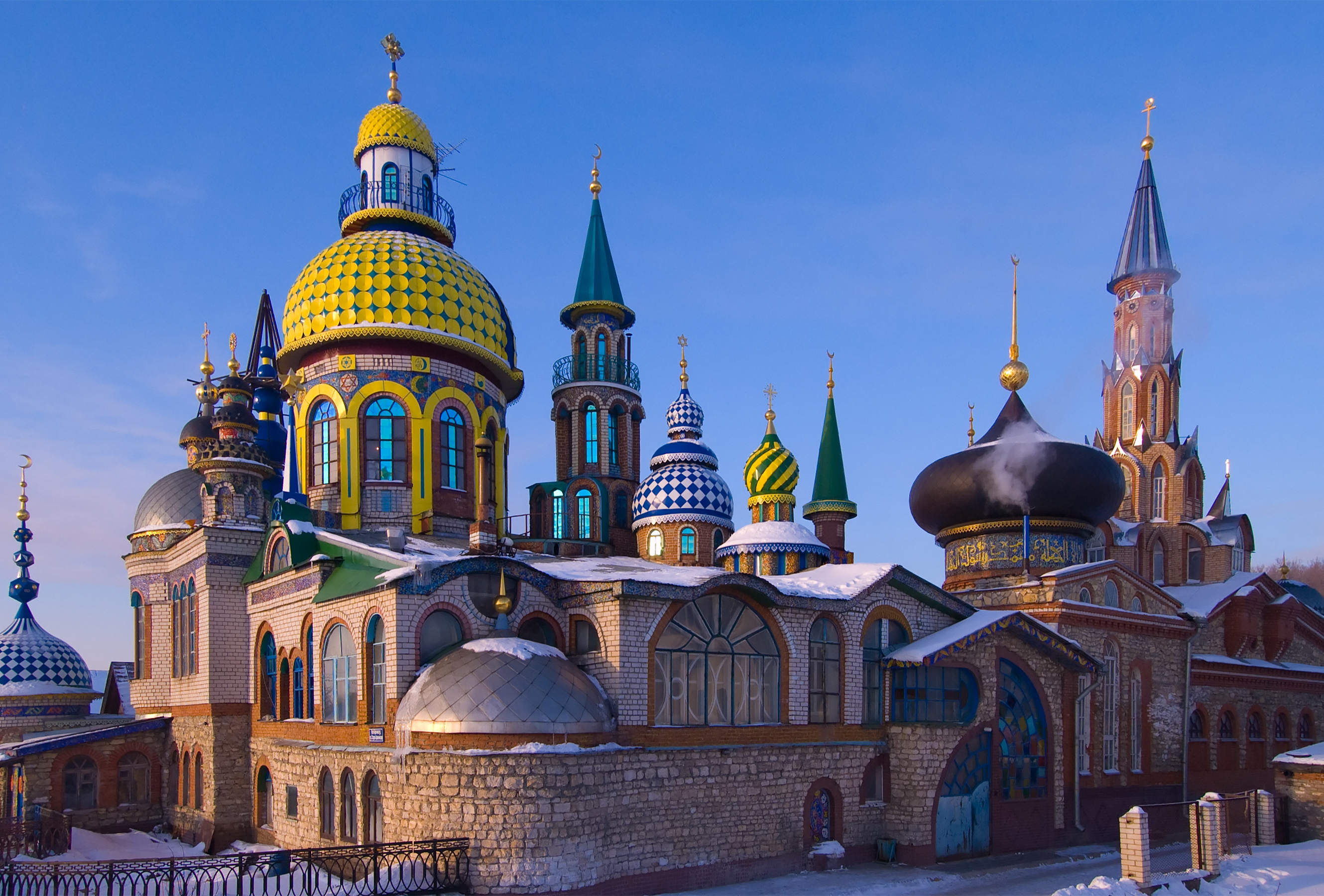
Храм усіх релігій (м Казань, 2008 р)

Порівня́льне релігієзна́вство — дисципліна, яка використовує порівняльний метод для вивчення релігій з метою виявлення їхніх загальних форм, типів, морфології феноменів, універсальних взаємозв'язків, правил і законів:113

## Історія виникнення
Застосування порівняльного методу в релігієзнавстві стало логічним кроком становлення науки кінця XIX століття. У ті роки виник цілий ряд подібних дисциплін, наприклад, порівняльне мовознавство, порівняльна міфологія, або порівняльна анатомія, об'єктом дослідження яких була форма, а не функція.

Порівняльне релігієзнавство, як термін і як сутність, було запропоновано науковій громадськості 19 лютого 1870 року вченим німецького походження Максом Мюллером (нім. Max Müller) Тоді в Королівському інституті Лондона він прочитав першу лекцію, присвячену порівняльному вивченню основних релігій світу. Він розглянув розвиток релігії за аналогією з розвитком мови і мислення, відзначаючи генетичні зв'язки, підтверджуючи висновки значним історичним матеріалом. На думку Мюллера релігійна свідомість людей формувалося еволюційним шляхом, рухаючись «знизу вгору». Тобто, від культу видимої природи й далі, відповідно до вдосконалення інтелекту, до шанування Бога як духа. У своїх дослідженнях М. Мюллер виділяв три мовні і релігійні центри розвитку: арійський, семітський та туранський. Зіставлення священних текстів різних релігій виявило і дало можливість вивчити щось спільне, що притаманне специфіці релігії в цілому, як соціокультурному феномену. Своєрідним результатом його роботи став афоризм, що виражає важливість порівняльного релігієзнавства: 
|               | Хто знає одну релігію — не знає жодної. |
| — Макс Мюллер |                                         |

## Загальні відомості
Предметом вивчення порівняльного релігієзнавства — частини релігієзнавства як науки, є системне зіставлення доктрин і практик світових релігій. Під ними зазвичай розуміють релігії, що класифікуються географічно як близькосхідні (зокрема, зороастризм, іранські, авраамічні), індійські, африканські, американські, класичні грецькі, релігії Східної Азії й Океанії. Виявлення принципової схожості феноменів цих вірувань привело до висновку про відсутність унікальних релігійних фактів або явищ, властивих лише одній історичній релігії:109
З точки зору методології природничо-наукових дисциплін, порівняння, по суті, займає в релігієзнавстві місце експерименту. На його підставі будуються, перевіряються і уточнюються наукові гіпотези. Однак порівняння не можуть бути абсолютно точними, оскільки засновані на аналогіях. Іншими словами, порівняння завжди вимагають контекстуального історико-культурного уточнення.
Дослідження порівняльного релігієзнавства дають багатий матеріал для вивчення загальної природи ставлення людей до таких понять як, священне, надприродне, духовне, божественне.

### Деякі особливості використання порівнянь у релігієзнавстві
Успішність використання будь-якого порівняльного методу залежить від уніфікації прийомів спостереження, включаючи стандартизацію початкових даних і отриманих результатів. У релігієзнавстві склався ряд правил, деякі з яких полягають у такому:
- Різні релігії не повинні порівнюватися між собою в цілому. Наприклад, буддизм і християнство як такі. Безперспективність цього підходу показана Удо Творушка[de] (нім. Udo Tworuschka у книзі «Методологічні підходи до світових релігій»[10]:104-112
- В ході порівнянь завжди має враховуватися релігійне розмаїття. Тобто, наприклад, розглядається не просто християнський текст, а православний, або не просто ісламська спільнота, а сунітська тощо.[10]
- Порівняння повинні вестися в рамках однакових структурних шарів. Таких в кожній релігії Н. Смарт (англ. N. Smart) виділяє шість: доктринальний, міфологічний, етичний, ритуалістичний, соціальний і соціальних інститутів і релігійного досвіду. Наприклад, порівняння ісламського, буддистського, християнського розуміння божества, або уявлень про спасіння[en] можна проводити в доктринальному шарі[11].
- Порівняння повинні враховувати, що окремі феномени релігії є лише частиною цілого, яке надає їм характеристичне забарвлення. Недостатньо просто описати спостережувані факти. Необхідно розуміти релігійні інтенції. Наприклад, у порівнянні християнського і буддійського чернецтва явно проступають схожі елементи — аскеза, безшлюбність, правила суспільного життя, споглядальне життя, робота тощо. Але, у цих релігій є важлива відмінність — християнське чернецтво виникло як «аскетичний ентузіазм», але не як неодмінна умова порятунку[7].

Окремо слід підкреслити, що процес порівняння повинен виключати плутанину між аналогією і гомологією. Іншими словами, необхідно розрізняти феномени аналогічні, або схожі за призначенням, від феноменів схожих тільки зовні, але різних за змістом. На це вперше звернув увагу Генріх Фрік (нім. Heinrich Frick у книзі «Порівняльне релігієзнавство» (1928).